# The Machine (2013)
The Machine, veröffentlicht mit dem Beititel They Rise. We Fall., ist ein britischer Science-Fiction-Film von Caradog W. James aus dem Jahr 2013. Die Hauptrollen übernehmen Caity Lotz und Toby Stephens.

## Handlung
Die beiden Informatiker Ava und Vincent entwickeln für das Militär Cyborgs und humanoide Roboter mit künstlicher Intelligenz, die innerhalb einer dystopisch entworfenen Welt in einem zunächst noch Kalten Krieg zwischen dem Westen und China militärische Überlegenheit bringen sollen. Einer dieser Roboter („Maschine“) wird nach der Ermordung Avas mit deren vorher gescannten Persönlichkeit versehen. Der Roboter bekommt daraufhin Bewusstsein und wird mit der damit einhergehenden Entwicklung moralischer Werte zum Problem für das Militär. Die Cyborgs und Roboter befreien sich mit Hilfe Vincents.

## Hintergrund
Das Budget betrug weniger als eine Million britische Pfund. Gedreht wurde vor allem in Wales. Caity Lotz führte eine Reihe eigener Stunts durch. The Machine hatte am 20. April 2013 beim Tribeca Film Festival in New York City Premiere. In Deutschland wurde der Film ab dem 24. April 2014 direkt als DVD vertrieben.

## Rezeption
Bei Rotten Tomatoes und Metacritic erzielte der Film überwiegend positive Bewertungen. Der Film gewann drei BAFTA-Auszeichnungen, den Best of UK Film Award beim Raindance Film Festival und den Achievement Against the Odds Prize bei den British Independent Film Awards.
In einer Reihe von Kritiken wird die Nähe zu Blade Runner und zur Musik und filmischen Gestaltungsmitteln der 1980er Jahre erwähnt:

„Der Look des Films ist bewusst so gestaltet, dass man sich an die SF-Filme der 80er Jahre erinnert fühlt. Die Ästhetik eines längst vergangenen Jahrzehnts stellt den Schwanengesang für die Zukunft dar. Immer untermalt von Synthesizerklängen, wie sie in den filmischen Dystopien längst vergangener Tage präsent waren. […] Dem gegenüber steht jedoch ein interessanter Diskurs, der natürlich Anleihen beim großen Vorbild Blade Runner nimmt, aber über ein angenehm hohes Maß an Eigenständigkeit verfügt. Der Film offeriert keine Antworten, aber er lässt dem Zuschauer den Freiraum, sich seine eigenen Gedanken zu machen.“

„THE MACHINE ist ein stylisher und packender Sci-Fi-Thriller mit beeindruckenden Spezialeffekten! Angelehnt am Genre-Klassiker ‚Blade Runner‘ geht es um die Frage, wie weit eine künstliche Intelligenz gehen würde, um ihr neu gewonnenes Leben zu schützen. Dabei ist Newcomerin Caity Lotz (‚The Pact‘) als lernfähiger Androide überwältigend! Das führende US-Horrormagazin ‚Fangoria‘ bewertete THE MACHINE völlig zu Recht mit 3 von 4 Sternen!“

„Die Mischung aus SciFi, Drama und Thriller ist wirklich gut gelungen. […] Dieser Film ist […] alles andere als langweilig. Auch die Kampfszenen wissen zu überzeugen. […] Die größtenteils dunklen und düsteren Szene erinnern vom Charme her manchmal an Blade Runner und Outland. Auch die verwendeten Themen wie der Turing-Test kommen dem einen oder anderen SciFi-Fan sicher bekannt vor.“